# Sévère de Ravenne
Pour les articles homonymes, voir Saint Sever.
Sévère de Ravenne (IVe siècle) est un évêque de Ravenne.

## Historique
Il est le premier évêque de Ravenne dont l'existence est documentée. Saint par l'Église catholique, son culte est répandu en Allemagne.
Sa participation au concile de Sardique (342/343) est historiquement attestée.
À sa mort, il est enseveli à Classe. En 836, ses restes mortels sont transférés par l'archevêque Otgar de Mayence à Mayence, et finalement à Erfurt dans l'église qui y porte aujourd'hui son nom. Sa dépouille mortelle est placée dans un sarcophage monumental.

## Liens
- Ressource relative aux beaux-arts :   - Union List of Artist Names
- Notice dans un dictionnaire ou une encyclopédie généraliste :   - Deutsche Biographie
- Notices d'autorité :   - VIAF
  - GND